# Harry Waites
Harry Waites (Stockport, 8 juni 1878 - Otley, oktober 1938) (ook Jim genoemd) was een Engels soldaat en voetbalcoach.
Waites, die in z'n jeugd rugby speelde, was soldaat in de Britse marine. Hij zwaaide in 1907 af maar werd in 1914 weer opgeroepen bij de mobilisatie voor de Eerste Wereldoorlog. Zijn eenheid moest naar Nederland vluchten na het Beleg van Antwerpen en werd in Groningen geïnterneerd. Daar was een hoog aangeschreven interne voetbalcompetitie.
In 1916 was hij kortstondig trainer en masseur bij Be Quick 1887. Medio maart 1920 werd hij hoofdtrainer van Be Quick waarmee hij een kleine drie maanden later landskampioen werd. Waites begeleidde als masseur het Nederlands voetbalelftal op de Olympische Zomerspelen 1920. In 1921 was hij ook eenmalig coach van het Nederlands voetbalelftal als vervanger van Fred Warburton. In januari 1921 werd hij trainer van LAC Frisia 1883 en in 1924 van Feijenoord. Met Feijenoord wint hij in 1924 de eerste landstitel van de club. In april 1925 werd hij ontslagen wegens slechte resultaten. Waites keerde terug naar Engeland en in augustus 1925 werd hij trainer van Leeds RLFC, tevens was hij masseur van Yorkshire County Cricket Club. De laatste tien jaar van zijn leven dreef hij een café in Otley. Zijn overlijden werd op 3 oktober 1938 gemeld in de Yorkshire Evening Post.